# Пинкензон, Абрам Владимирович

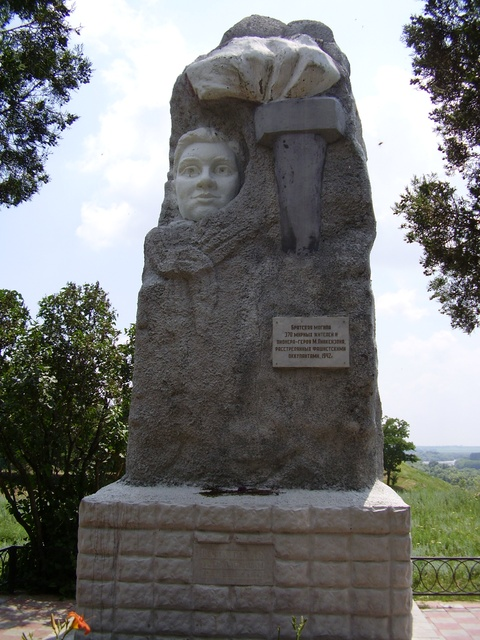
Памятник в городе Усть-Лабинск

Абра́м Влади́мирович (Му́ся) Пинкензо́н (5 декабря 1930, Бельцы, Бессарабия, Румыния — ноябрь 1942, Усть-Лабинская, Краснодарский край, СССР) — пионер-герой, расстрелянный немцами, музыкант.

## Биография
Сын врача-хирурга Владимира Борисовича (Вольфа Берковича) Пинкензона (1900—1942) и его жены Фейги Моисеевны (Ушер-Мойшевны) Стопудис (1904—1942), уроженки Кишинёва. Его предок Яков Львович Пинкензон, один из основателей медицинской династии Пинкензонов, был самым первым врачом Бельцкой земской больницы с момента её создания в 1882 году. Прадед, Шая Вигдорович Стопудис, был кишинёвским купцом первой гильдии, лесозаготовителем и арендатором, которому принадлежали табачная фабрика, доходные дома в Кишинёве и вотчины в Измаильском уезде.
С детства учился играть на скрипке и, когда ему было пять лет, местная газета уже писала о нём как о скрипаче-вундеркинде.
В 1941 году Владимир Пинкензон получил направление в военный госпиталь в станице Усть-Лабинской. Летом 1942 года станицу заняли немецкие войска, притом настолько стремительно, что госпиталь не успели эвакуировать. Вскоре семью Пинкензонов арестовали как евреев. Вместе с другими приговорёнными к смерти их вывели на берег Кубани, куда согнали жителей со всей станицы. Солдаты расставляли приговорённых вдоль железной ограды перед глубоким рвом. Перед расстрелом Муся заиграл на скрипке «Интернационал» и тотчас был убит.
После Великой Отечественной войны подвиг Муси Пинкензона стал широко известен сначала через статьи в центральной печати и радиопередачи. В частности, в 1945 году информация о его поступке и гибели была опубликована в газете «Правда». А потом она была подхвачена не только во многих уголках СССР, но и в Европе и Америке. На месте расстрела скрипача был установлен обелиск, который в конце 1970-х годов был заменён на бетонный памятник.

## Увековечение памяти
- Имя Муси Пинкензона носила пионерская дружина школы № 1 города Усть-Лабинска[11], в ней действует экспозиция об отважном бельчанине. На школе висит мемориальная доска памяти Муси с надписью: «В этой школе учился герой-пионер Муся Пинкензон. Расстрелян гитлеровскими фашистами в январе 1943 года».[12][13]
- Писатель С. Н. Ицкович (1934—1988) написал о нём книги «Муся Пинкензон» (издательство Малыш, 1967)[14] из серии «Пионеры-герои» (впоследствии эта книга была переведена на ряд языков[15]) и «Расстрелянная скрипка».
- По мотивам подвига Муси Пинкензона в СССР был поставлен мультфильм «Скрипка пионера» (Союзмультфильм, 1971 г. Режиссёр Борис Степанцев, автор сценария Юрий Яковлев, оператор Михаил Друян. 8 мин.).

- Бывший переулок Пушкина в молдавском городе Бельцы с 2007 года носит его имя[16], а на недавно построенном общинном доме «Хэсэд Яаков» размещена мемориальная доска.[13]
- В переулке на улице Руставели в г. Тбилиси (Грузия) около 34-го дома установлен памятник Мусе Пинкензону.

- В историко-краееведческом музее Усть-Лабинска открыта посвящённая Мусе Пинкензону экспозиция.[17]